# Weißenborn-Lüderode
Weißenborn-Lüderode é uma vila e antigo município da Alemanha localizado no distrito de Eichsfeld, estado da Turíngia. Weißenborn-Lüderode foi a sede do antigo verwaltungsgemeinschaft de Eichsfeld-Südharz. Desde 1 de dezembro de 2011, faz parte do município de Sonnenstein.